# Azul e Branco (Israel)
Azul e Branco (em hebraico: כחול לבן‎, Kahol Lavan) é uma coligação política de Israel. A coligação por três partidos centristas (Partido da Resiliência de Israel, Yesh Atid e Telem para concorrer às eleições de 2019. Azul e Branco define-se como uma aliança plural que representa todos os cidadãos dos diversos espectros políticos e várias religiões. Azul e branco são as cores nacionais israelitas e as cores da bandeira nacional; a frase "azul e branco" é normalmente usada para descrever algo como israelita.
Os principais pontos do programa da aliança são: introduzir limites de tempo para o cargo de primeiro-ministro; proibir políticos acusados de crimes de concorrerem para o Knesset; limitar o poder do Rabino Chefe de Israel sobre casamentos; investir na educação primária e expandir o sistema de saúde e, por fim, retomar negociações de paz com a Autoridade Palestiniana. Na questão da paz com os Palestinianos, o partido põe 4 condições para chegar a um acordo: as Forças de Defesa de Israel estarem autorizadas a entrar em território palestiniano se souberem de possíveis ataques terroristas que ponha em causa a segurança de Israel ou ou seus cidadãos; o Vale do Jordão continuar sob controlo de Israel; proibição do direito de retorno de Palestinianos expulsos após 1948 e Jerusalém manter-se como a capital indivisível de Israel.

## Membros
| Partido | Partido                          | Líder         | Ideologia            | Espectro       |
| ------- | -------------------------------- | ------------- | -------------------- | -------------- |
|         | Partido da Resiliência de Israel | Benny Gantz   | Social liberalismo   | Centro         |
|         | Yesh Atid                        | Yair Lapid    | Liberalismo          | Centro         |
|         | Telem                            | Moshe Ya'alon | Liberalismo nacional | Centro-direita |

## Resultados eleitorais

### Eleições legislativas
| Data    | CI. | Votos     | %            | +/- | Deputados | +/-     | Status |
| ------- | --- | --------- | ------------ | --- | --------- | ------- | ------ |
| 04/2019 | 2.º | 1 125 881 | 26,1 / 100,0 |     | 35 / 120  |         | -      |
| 09/2019 | 1.º | 1 151 214 | 26,0 / 100,0 | 0,1 | 33 / 120  | 2       | -      |
| 2020    | 2.º | 1 220 290 | 26,6 / 100,0 | 0,6 | 33 / 120  | Estável |        |